# Bet Ari’ela

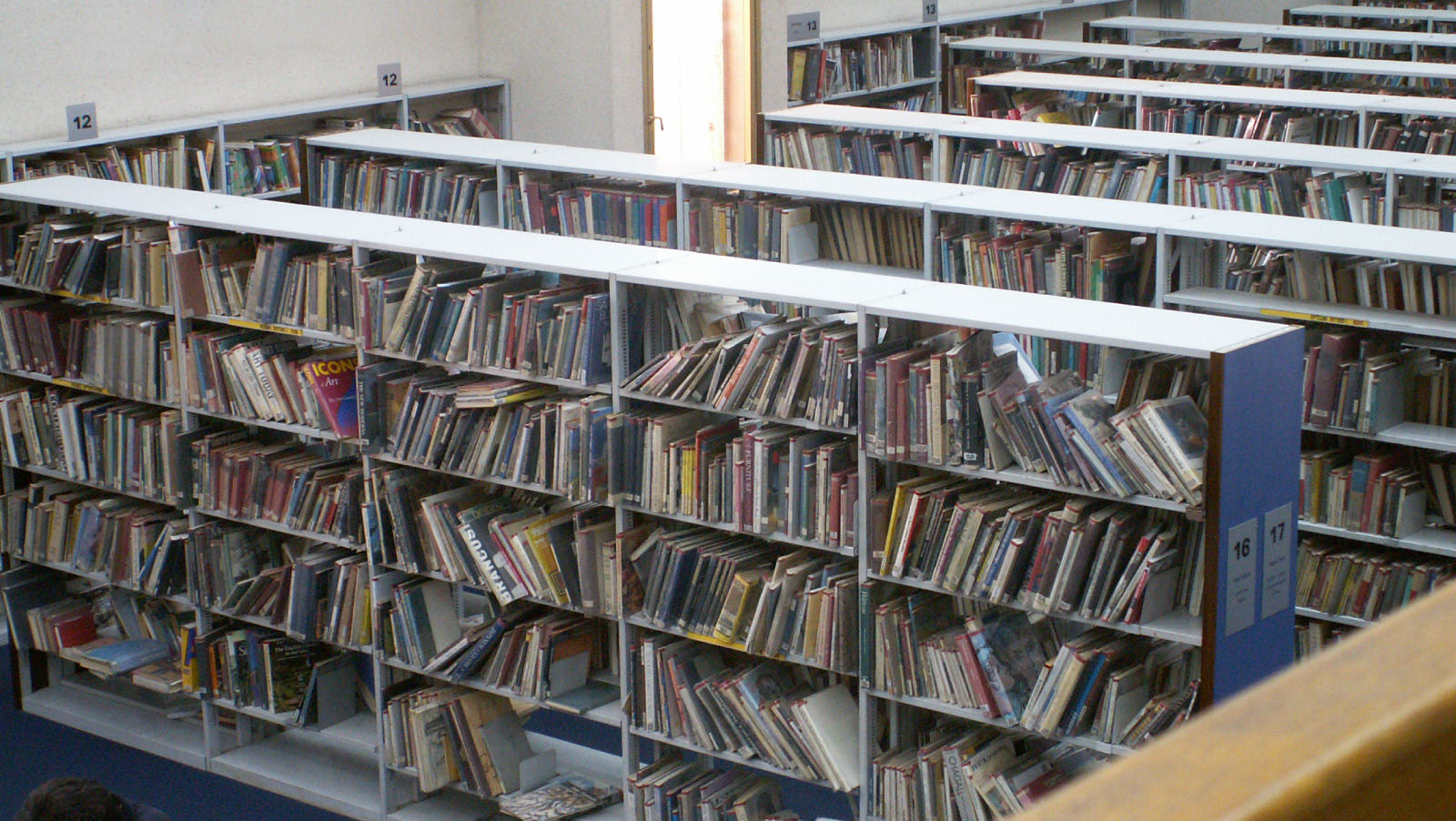
Biblioteka Bet Ari’ela

Bet Ari’ela (pełna nazwa hebr. ספריית שער צין בית אריאלה Sifrijjat Sza’ar Cijjon Bet Ari’ela, ang. The Beit Ariela Shaar Zion Library, pol. Biblioteka „Brama Syjonu” Dom Arieli) – główna biblioteka publiczna w Tel Awiwie, w Izraelu. Ma swoją siedzibę w centrum kultury Tel Aviv Performing Arts Center w osiedlu Cafon Chadasz w Tel Awiwie.

## Historia
Pierwszą bibliotekę publiczną otworzył w 1886 Hank Danin (Sukobulsky). Znajdowała się ona w Jafie. W 1921 przeniosła się ona do Tel Awiwu, i znajdowała się na rogu Herzla i Ahad Ha’am. Od 1936 swoją siedzibę miała przy ulicy Montefiore, a na początku lat 60. XX wieku przeniosła się do budynku Gimnazjum Herzlija. W 1977 biblioteka otrzymała swoją nową siedzibę przy centrum kultury Tel Aviv Performing Arts Center. Sama biblioteka nosi nazwę „Brama Syjonu”, natomiast nowy budynek został nazwany Domem Arieli (hebr. Bet Ari’ela), od imienia Arieli Gitter, która zmarła w wieku czternastu lat. Jej ojciec ofiarował na budowę dużą sumę pieniędzy.

## Działalność
Zbiory biblioteki obejmują pół miliona książek w różnych językach, około 8 tys. płyt CD oraz dużą liczbę czasopism, płyt, filmów, zdjęć i dużą komputerową bazę danych.
Biblioteka Bet Ari’ela składa się z kilku mniejszych specjalistycznych bibliotek:
- Sekcja prasy – kolekcja gazet hebrajskich z przestrzeni całej historii państwa Izraela. Znajdują się tutaj mikrofilmy z prasą codzienną Izraela począwszy od 1979.
- Biblioteka Ahad – dział poświęcony pamięci Aszera Ginsberga. Zawiera on kolekcję książek o historii Izraela, w tym unikalne egzemplarze literatury hebrajskiej, pisma oraz magazyny literackie.
- Biblioteka Majmonidesa – dział poświęcony studiom żydowskim, zawierający kolekcję około 100 tys. książek i dużą bazę danych.
- Kolekcja zdjęć – zdjęcia, fotografie, pocztówki, rysunki, ilustracje i karykatury, które zostały podzielone na trzy części: ludzie, państwo i kwestie ogólne.
- Biblioteka Tańca – kolekcja ponad 5 tys. książek, czasopism i filmów na temat tańca od początku XX wieku do chwili obecnej.
- Israel Graphotec – dział gromadzący grafiki współczesnych izraelskich artystów w celu udostępniania ich szerokiej opinii publicznej.
- Biblioteka Prawna – zbiór książek prawniczych.
- Dział Kulturalny – atrakcje dla dzieci, wykłady, spotkania, koncerty, wieczory poezji i wystawy[2].